# Andrew McNaughton

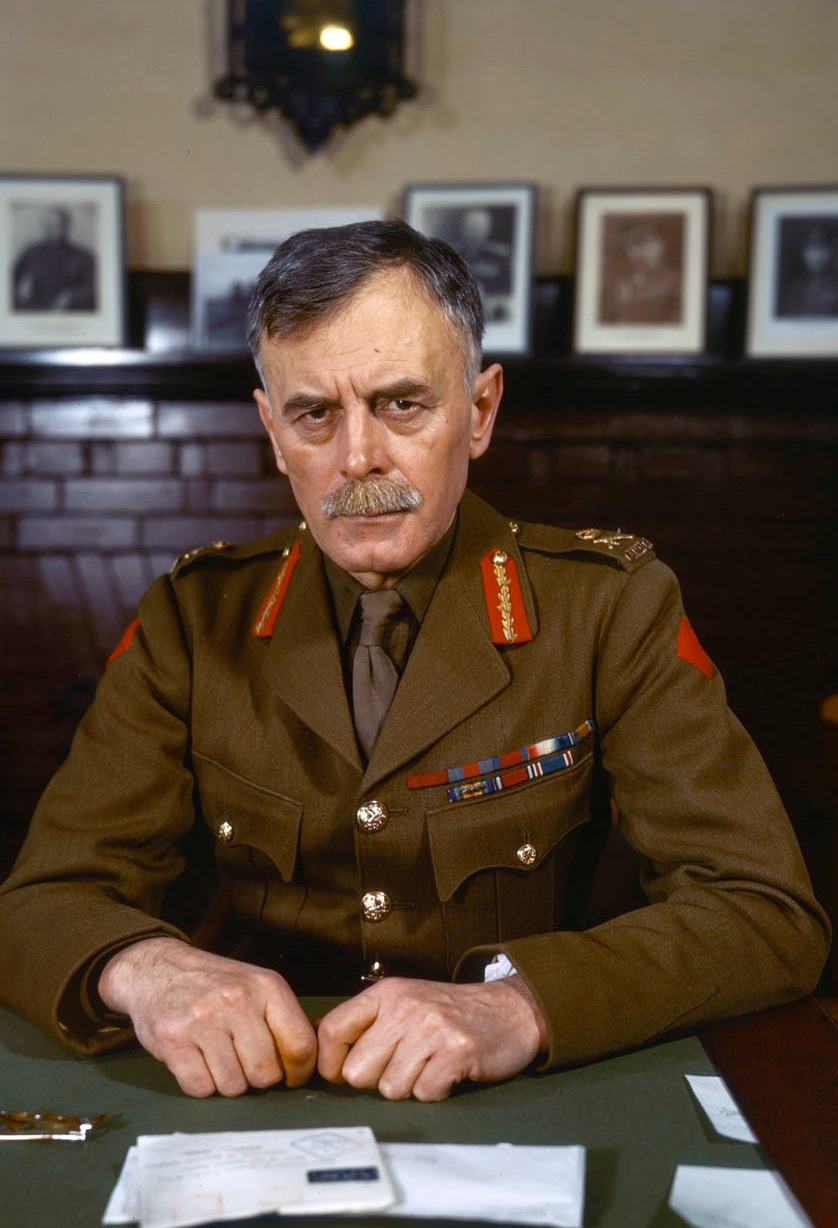
Andrew McNaughton, um 1943

Andrew George Latta McNaughton PC, CH, CB, CMG, DSO, CD (* 25. Februar 1887 in Moosomin, Nordwest-Territorien; † 11. Juli 1966 in Montebello, Québec) war ein kanadischer General, Chef des kanadischen Generalstabs in der Zwischenkriegszeit, Kriegsminister während des Zweiten Weltkriegs und später Diplomat.

## Leben

### Jugend und Ausbildung
McNaughton wurde im Präriestädtchen Moosomin, heute in Saskatchewan, damals Nordwest-Territorien, in einer anglikanischen Familie geboren, wo sein Vater einen Handelsposten führte. Ab dem Alter von 13 Jahren besuchte Andrew die Bishop’s College School in Lennoxville, Québec und ab 1905 die McGill University in Montreal, wo er Physik und Elektroingenieurwesen studierte. Er erwarb 1910 den Abschluss als Bachelor Of Science und zwei Jahre später den als Master of Science mit einer Spezialisierung in Hydroelektronik. 
McNaughton arbeitete anschließend als Postgraduierter im Bereich Hochspannungsübertragung und veröffentlichte bis 1914 mehrere Forschungsarbeiten zu diesem Thema. 1910 hatte er ein Offizierspatent in der Montreal Field Battery in der Non-Permanent Active Militia erhalten, nachdem er bereits in Bishop’s Mitglied des Kadettenkorps gewesen war. Im September 1914, angesichts seiner bevorstehenden Verlegung nach Europa, heiratete er.

### Erster Weltkrieg
Bei der Aufstellung der Canadian Expeditionary Force im September 1914 erhielt McNaughton den Posten als Chef seiner mobilgemachten Batterie im Rang eines Majors. Seine Einheit wurde im Herbst 1914 nach England verschifft und stand im Frühjahr 1915 an der Front in Flandern. In der Zweiten Flandernschlacht wurde schwer er am linken Arm verwundet und kehrte erst im Oktober 1915 an die Front zurück. Im Frühjahr 1916 erhielt er in England den Befehl über die 11. Brigade, Canadian Forces Artillery, mit der er an der Endphase der Schlacht an der Somme teilnahm.
McNaughtons wissenschaftliche Ausbildung sicherte ihm einen schnellen Aufstieg in hohe Posten. Im Januar 1917 wurde er zum Counter-Battery Staff Officer des Canadian Corps ernannt und nahm in dieser Funktion an der Frühjahrsschlacht bei Arras (Vimy Ridge), der Schlacht um Höhe 70 bei Lens und der Dritten Flandernschlacht (Passchendaele) teil. 1918 folgten Einsätze in der Schlacht bei Amiens, an der Siegfriedstellung und bei Valenciennes statt. Kurz vor dem Waffenstillstand wurde McNaughton zum Artilleriekommandeur des Canadian Corps im Range eines Brigadier-General ernannt.

### Zwischenkriegszeit
McNaughton saß 1919 in der Otter-Kommission, die über die zukünftige Struktur der Streitkräfte beriet. 1920 schloss er sich der regulären Armee an und wurde nach dem Abschluss des Kurses am britischen Staff College 1922 zum stellvertretenden Chef des Generalstabs unter James Howden MacBrien ernannt. 1923 entwickelte er eine Idee für die Kurzwellenpeilung mittels Kathodenstrahlröhren. Diese sollte bei der Erschließung des kanadischen Nordens zum Einsatz kommen. 1927 folgte eine Ausbildung am Imperial Defence College.
Von 1929 bis 1935 fungierte McNaughton als Chef des Generalstabs in Nachfolge Herbert Cyril Thackers. Heutige Historiker bewerten seine Leistungen als Generalstabschef durchaus kritisch, da er sich mehr mit wissenschaftlichen und globalstrategischen Problemen als mit militärpolitischen Fragen und der Weiterentwicklung der Streitkräftedoktrin beschäftigt habe. Auch habe er angesichts von Budgetkürzungen während der Weltwirtschaftskrise die traditionellen Waffengattungen Infanterie und Kavallerie bzw. Panzertruppe schlechter gegenüber der Artillerie, Pionier- und Nachrichtentruppe gestellt. 1931 ging er auch so weit, die Notwendigkeit der Royal Canadian Navy in Frage zu stellen, da ein Verzicht auf Marinestreitkräfte jährlich Millionensummen einsparen könne. 1932 wurde ein Plan McNaughtons vom Parlament autorisiert, Arbeitslose für öffentliche Arbeiten heranzuziehen, eine Vorwegnahme gewisser Maßnahmen des New Deal in den USA. Die so Beschäftigten wurden unter anderem für den Bau von Flugplätzen für das Projekt Trans-Canada Air Lines eingesetzt.
Von 1935 bis 1939 saß McNaughton dem National Research Council of Canada vor.

### Zweiter Weltkrieg
Beim Eintritt Kanadas in den Zweiten Weltkrieg sprach sich McNaughton für eine reine Freiwilligenarmee für den Einsatz in Übersee aus. Dies und seine Erfahrung sowie sein bekannter taktischer Ansatz, mittels schwerer Feuerkraft den Feind in die Knie zu zwingen, machten ihn in den Augen des Premierministers William Lyon Mackenzie King zur idealen Besetzung als Befehlshaber der Expeditionsstreitkräfte. King versprach sich im Hinblick auf die großen Verluste des Ersten Weltkriegs davon eine Minimierung der menschlichen Opferzahlen, die die kanadische Kriegsbeteiligung fordern würde.
McNaughton führte 1939 die 1st Canadian Division nach England und befehligte sie während der Schlacht um Frankreich 1940. Ab Juli 1940 befehligte er das britische VII Corps, dem die kanadische Division sowie die britische 1st Armoured Division und ein neuseeländisches Kontingent unterstellt waren. Im Dezember 1940 wurde daraus ein neues Canadian Corps aufgestellt, nachdem eine zweite kanadische Division in England eingetroffen war. Im April 1942 übernahm er den Befehl über die First Canadian Army.
Die relative Untätigkeit der kanadischen Streitkräfte in England ließ es McNaughton geboten erscheinen, die 2nd Canadian Division für die Operation Jubilee zur Verfügung zu stellen. Für diese desaströs fehlgeschlagene Operation, die von Lord Louis Mountbatten geleitet wurde, wurde McNaughton etwas zu Unrecht kritisiert, da er keinen wirklichen Einfluss auf den Ablauf der Operation hatte.
Bei dem großen Militärmanöver Exercise Spartan im März 1943 wurde McNaughtons mangelnde Eignung als Befehlshaber einer großen Formation schonungslos offengelegt. In der Folge wurde seine Ablösung als Armeebefehlshaber vor allem durch Alan Brooke betrieben. Diese erfolgte aber schließlich erst im Dezember 1943, als die endgültige Kommandostruktur für die Operation Overlord festgelegt wurde. Zuvor hatte McNaughton noch dem Einsatz kanadischer Truppen aus seinem Kommando im Italienfeldzug zustimmen müssen. Hier kam es zum Konflikt mit Bernard Montgomery, der sich weigerte, einem Frontbesuch McNaughtons bei der 1st Division zuzustimmen. Sein Nachfolger als Befehlshaber der First Canadian Army wurde Henry Crerar.
Im November 1944 wurde McNaughton im Range eines Generals aus dem Dienst verabschiedet, um den Posten als Verteidigungsminister zu übernehmen. Dieser war vakant geworden, nachdem Premierminister King den Amtsinhaber James Ralston im Zuge der Wehrpflichtkrise von 1944 entlassen hatte. In der Folge war McNaughton gegen seine Überzeugung gezwungen, Wehrpflichtige nach Übersee zu entsenden, wenn auch in relativ geringem Umfang. Er trat im August 1945 zurück, nachdem er bei der Unterhauswahl keinen Parlamentssitz hatte erringen können. Zuvor war er bereits im Februar 1945 bei einer Nachwahl unterlegen. King ließ daraufhin auch seine Absicht fallen, McNaughton zum ersten in Kanada geborenen Generalgouverneur des Landes zu machen. Der Posten ging stattdessen an Harold Alexander.

### Nachkriegszeit
Ab September 1945 saß McNaughton der kanadischen Sektion des USA–Canada Permanent Joint Board on Defense vor. Ab April 1946 vertrat er sein Land in der United Nations Atomic Energy Commission und war ab September 1946 Vorsitzender des Atomic Energy Control Board of Canada. Mit Beginn des Jahres 1948 wurde er ständiger Vertreter Kanadas bei den Vereinten Nationen und vertrat sein Land im UN-Sicherheitsrat. Ab 1950 war er Mitglied der International Joint Commission und leitete von 1950 bis 1959 die kanadische Sektion der Kommission.
1964 wurde McNaughton mit der IEEE Founders Medal ausgezeichnet. Sein Enkel Andrew Leslie war von 2006 bis 2010 Chief of the Land Staff der kanadischen Streitkräfte.